# Tesla Model S
La Model S est une berline électrique haut de gamme produite par le constructeur automobile américain Tesla Motors. Présentée au public en 2009 au Salon de l'automobile de Francfort, elle est commercialisée aux États-Unis depuis 2012 et dans certains pays d'Europe (dont Norvège, Pays-Bas, Allemagne et France) depuis l'automne 2013. Il s'agit du second modèle de voiture commercialisé par Tesla Motors, après le Tesla Roadster.
C'est l'une des voitures électriques de série les plus puissantes et avec la plus grande autonomie.
Outre la recharge à domicile et sur bornes ordinaires, la Model S bénéficie de bornes de recharges ultra-rapides appelées Superchargeurs. Ces bornes sont déployées par la firme elle-même aux États-Unis, au Canada, en Europe et en Asie. Elles permettent de récupérer jusqu'à 322 km en moins de 15 minutes.
Au niveau de la sécurité, en Europe, la Model S a obtenu une notation Euro NCAP 2022 avec 5 étoiles : 94 % pour la protection des adultes, 91 % pour la protection des enfants, 85 % pour la protection des piétons et 98 % pour l'aide à la sécurité. Selon l'Euro NCAP, c'est la meilleure note jamais attribuée pour une voiture entièrement électrique.
Elle a obtenu, également, 5 étoiles au NHTSA américain. D'après le constructeur, elle a obtenu une note cumulée de 5,4, soit la meilleure note de sécurité jamais attribuée.

## Historique

### Conception et développement

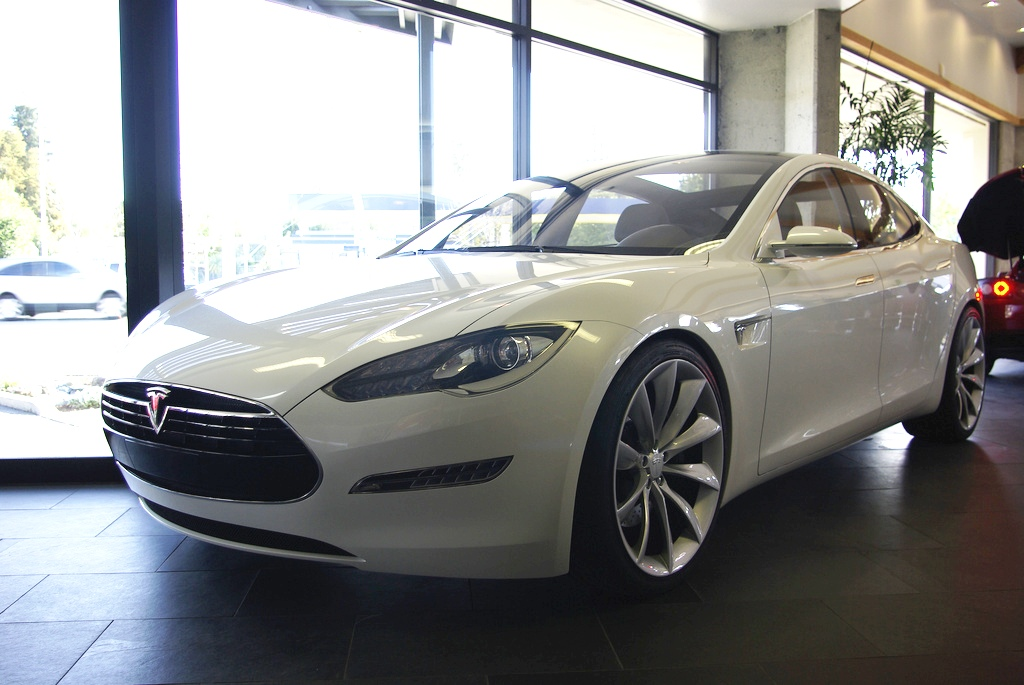
Prototype de la Tesla Model S.

Après avoir dévoilé une voiture de sport produite à seulement quelques centaines d'exemplaires, Tesla entreprend des travaux de recherche et développement d'une berline familiale mais toujours haut de gamme. Elon Musk pensant qu'il fallait commencer par investir le marché par le haut, naît alors le prototype baptisé WhiteStar, dessiné par Franz von Holzhausen, ancien designer de Mazda Motor of America.

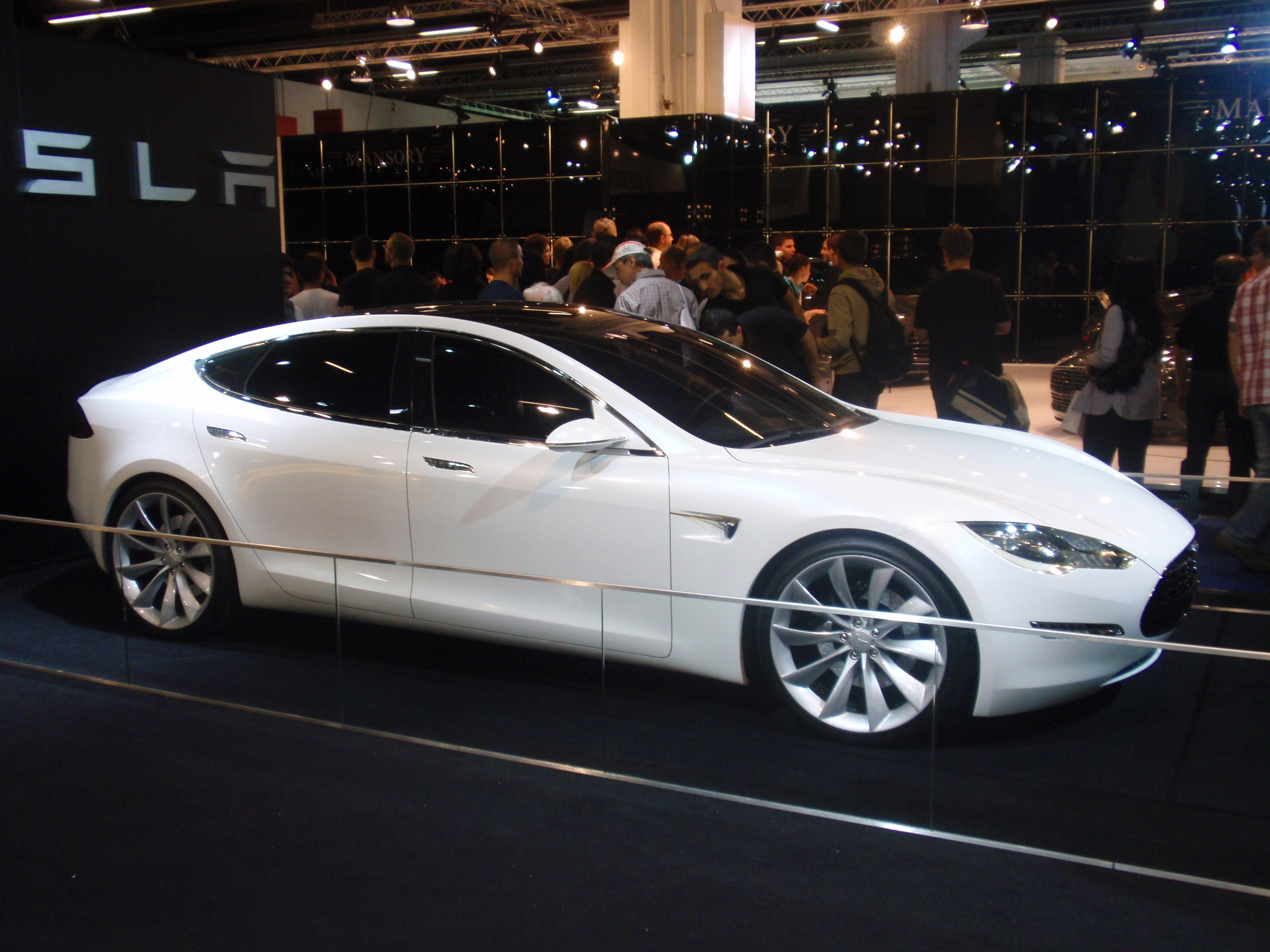
Prototype présenté au Salon de l'automobile de Francfort.

La Model S est annoncée dans un communiqué de presse le 30 juin 2008. Cependant, peu de détails sont alors communiqués. Le PDG de Tesla précisera seulement, en septembre 2008, lors de la conférence GoingGreen, que la voiture sera totalement électrique, comme tous les véhicules Tesla qui suivront.
Le premier prototype est ensuite présenté lors d'une conférence de presse le 26 mars 2009,,. Tandis que le grand public ne pourra découvrir la Model S qu'en septembre 2009 au Salon de l'automobile de Francfort.
Après diverses tentatives de construction d'une usine d'assemblage, Tesla annonce, en mai 2010, que la Model S sera produite dans l'ancienne usine d'assemblage de General Motors en Californie, dès lors connue comme la Tesla Factory.

### Présentation, lancement et améliorations
Les dix premiers véhicules sont livrés par l'usine de Fremont le 22 juin 2012, date du lancement officiel,. En août 2012, la production est alors d'une vingtaine de voitures par semaine.
Lors du lancement, la Model S est proposée en quatre déclinaisons avec trois capacités de batteries disponibles. Il est possible de commander la Model S 85 qui offre une autonomie de 426 km, la Model S 60 qui offre une autonomie de 335 km et la Model S 40 qui offre 225 km d'autonomie. De plus, Tesla propose également la Model S P85 : cette version est dotée d'un moteur plus puissant.
Conscient que le développement de la voiture électrique ne dépend pas uniquement de l'autonomie mais aussi du temps de recharge, le 24 septembre 2012, Elon Musk annonce le lancement d'un réseau de superchargeurs pour la Model S. Ces bornes de recharge ultra-rapides seront accessibles gratuitement et de manière illimitée pour la Model S de cette génération.
Début 2013, Tesla décide d'arrêter les précommandes de la Model S 40. En effet, cette version ne représente que 4 % des commandes déjà enregistrées. Les personnes ayant commandé cette version recevront une Model S 60 bridée électroniquement, ils pourront ainsi si besoin débloquer toutes ses capacités pour 11 000 dollars. La production étant rationalisée et optimisée, Tesla, dans le cadre du Salon de Genève de 2013, décide d'ouvrir de nouveaux marchés en Europe, notamment en Norvège, aux Pays-Bas, en Allemagne et en France.
C'est le 21 septembre 2013 que les deux premières Model S P85 (dont une Signature) françaises sont livrées au château de la Pioline (13). Le 19 décembre 2013, une Tesla Model S P85 fait le premier Marseille-Paris en 14 h 30 avec une seule recharge faite à la CNR de Lyon.

#### 2014-2015: extension de la gamme
En mars 2014, c'est une Tesla Model S P85 avec l'équipage James Morlaix et Sébastien Chol qui gagne le prestigieux Rallye de Monte-Carlo des Énergies Alternatives.
Le 9 octobre 2014, Tesla annonce l'arrivée prochaine de modèles à transmission intégrale. Ainsi, dès novembre 2014, deux nouveaux modèles sont disponibles à la commande. La Model S 85D vient remplacer la Model S P85 ; il en résulte une hausse de la vitesse de pointe et de l'autonomie. La Model S P85D vient, elle, se positionner en haut de gamme, avec une capacité d'accélération encore plus importante et un moteur plus puissant. La Model S 85 est toujours disponible.
La Model S 60 ne bénéficie pas de déclinaison transmission intégrale. En effet, dès le 8 avril 2015, Tesla annonce l'arrivée de la Model S 70D. Avec une autonomie et une accélération améliorées, elle vient donc compléter la Model S 60.
En juin 2015, c'est-à-dire trois ans après la livraison du premier véhicule, ce sont près de 75 000 Model S qui ont été livrées dans le monde. Tesla annonce au même moment que les propriétaires de la voiture ont parcouru plus d'un milliard de miles en mode totalement électrique ; cela a empêché le rejet de plus d'un demi-million de tonnes de CO2. La Tesla Model S est le premier véhicule électrique à atteindre un tel résultat. Tesla précise que les parcours ont eu lieu à 68 % en Amérique du Nord, 25 % en Europe et 7 % en Asie-Pacifique.
En juillet 2015, la Model S 70D donne naissance à sa déclinaison propulsion, la Model S 70. Celle-ci vient définitivement remplacer la Model S 60. Au même moment, une amélioration du haut de gamme est annoncée. Bien que les Model S 85, 85D et P85D soient maintenues, les Model S 90D et P90D améliorent encore l'autonomie de la voiture, qui dépasse les 500 km. De plus, la Model S P90D, tout comme sa prédécesseur la P85D, peut désormais se doter du mode Ludicrous (« démesuré »), qui lui offre une accélération de 0 à 100 km/h en dessous des 3 secondes.
En décembre 2015, la Tesla Model S passe le cap des 100 000 ventes.
En janvier 2016, Tesla supprime les Model S 85, 85D et P85D, pour ne garder que les Model S 90D et P90D disposant d'une batterie de 90 kWh.
En mai 2016, Tesla annonce la commercialisation d'une nouvelle version avec un pack de batterie de 75 kWh. Les Model S 75 et 75D améliorent l'autonomie mais le prix d'entrée de la gamme augmente. C'est pourquoi, moins d'un mois, après Tesla réintroduit des Model S 60 et 60D à sa gamme. Cette fois, les véhicules ne disposent pas d'une batterie de 60 kWh mais d'une batterie de 75 kWh bridée par le logiciel. Cela permet d'augmenter la production de batterie de 75 kWh, de réaliser des économies d'échelle et, ainsi, de proposer un prix d'appel plus attractif.

#### 2016-2017: restylage et performances

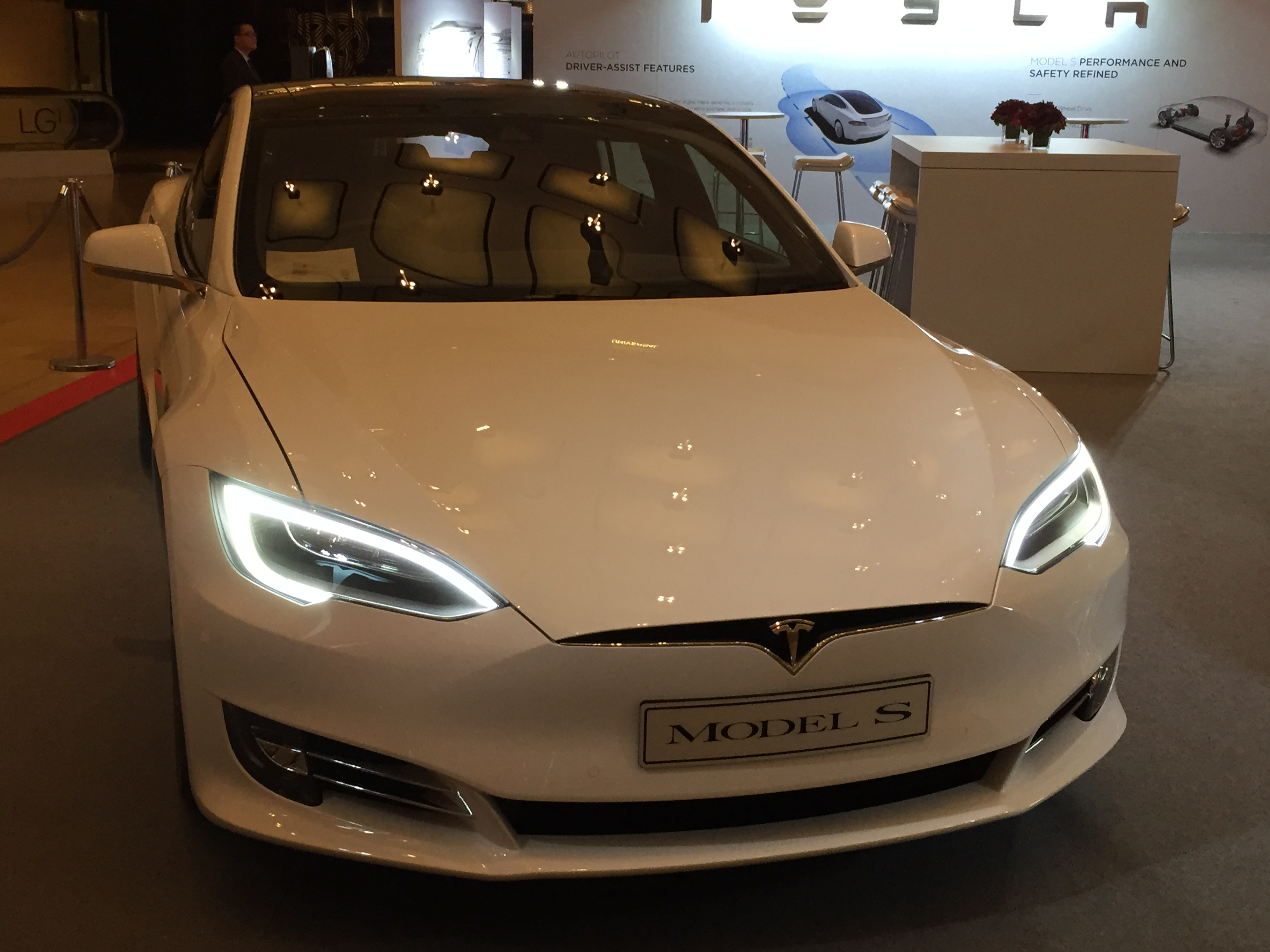
Tesla Model S phase 2 - face avant.

En avril 2016, Tesla annonce un restylage de la Model S avec une nouvelle calandre et des équipements inédits. Les premiers exemplaires sont livrés à l'été 2016.
En août 2016, Tesla annonce la Model S P100D disposant d'une batterie de 100 kWh. La voiture dépasse pour la première fois les 600 km d'autonomie et est capable de réaliser le 0-100 km/h en 2,7 s. Cela préfigure la disparition de la Model S P90D de la gamme, quelques mois plus tard.
En octobre 2016, sûr de sa capacité à faire progresser la conduite autonome de ses voitures, Tesla annonce que toutes les voitures sortant de son usine sont désormais équipées d'une batterie de nouveaux capteurs et caméras. Cette nouvelle génération de matériel, destinée à la fonctionnalité Autopilot de la marque, est souvent appelée AP 2.0. Toutes les voitures sont ainsi équipées avec le matériel nécessaire à la conduite autonome. La partie logicielle a commencé à être déployée en janvier 2017 par des mises à jour OTA régulières. En mars 2017, l'AP 2.0 arrive à égalité, en termes de fonctionnalités, avec son prédécesseur. Toutes les fonctionnalités déployées à partir de mars 2017 font donc désormais partie de l'option que Tesla appelle « pilotage automatique amélioré » (Enhanced Autopilot).
Afin de permettre une économie d'investissements dans le déploiement du réseau de Superchargeurs, Tesla annonce que toutes les voitures commandées après le 15 janvier 2017, ne bénéficieront plus de la gratuité à vie des Superchargeurs. Les véhicules bénéficieront d'un crédit annuel de 400 kWh de recharge gratuite, soit environ 2 000 km ; au-delà, le prix du kWh sera de 0,20 euro en France.
En janvier 2017, la Model S 100D fait son apparition dans la gamme, elle dispose d'une autonomie NEDC de 632 km. Elle est donc la voiture électrique la plus autonome du monde. La Model S 90D est maintenue au catalogue, mais elle est vouée à disparaître à la suite de l'apparition de ce nouveau modèle.
Depuis le 16 avril 2017, Tesla a retiré de la vente les Model S 60 et 60D, constatant que la majorité des acheteurs de ces modèles finissaient par débloquer la limitation logicielle vers une capacité de batterie de 75 kWh.
En juin 2017, Tesla arrête comme prévu la vente de la Model S 90D. Cela permet à la firme de ne plus produire le pack batterie de 90 kWh dont la conception date d'il y a près de deux ans. Cela constitue, également, une clarification dans la gamme de la Model S avant la sortie de la Model 3. En effet, sont désormais commercialisés deux modèles entrée de gamme, un modèle milieu de gamme avec la plus grande autonomie et un modèle haut de gamme avec les meilleures performances.
Début juillet 2017, les Model S d'entrée de gamme voient leurs performances s'améliorer. En effet, Tesla a apporté des modifications techniques au moteur arrière. Ainsi, les versions à propulsion et « Dual Motor » bénéficient d'une amélioration de leur accélération. Selon les dires d'Elon Musk, ce nouveau moteur a été conçu dans le but d'avoir une durée de vie supérieure à un million de miles (1,6 million de kilomètres).

#### 2018-2020: rationalisation et efficience
Après l'entrée en production de la Model 3, Tesla doit à la fois rationaliser ses lignes de production et bien distinguer les deux voitures, commercialement parlant :
- En septembre 2017, Tesla fait donc le choix d'abandonner la dernière Model S propulsion pour bien différencier la Model S de la Model 3. La Model S 75 disparaît du catalogue, il ne reste donc plus que les modèles 75D, 100D et P100D, comme pour le Model X.
- Au cours de l'année 2018, Tesla ayant beaucoup de problèmes avec la production de la Model 3, l'entreprise simplifie au maximum la production de la Model S et du Model X. Ainsi, certaines options sont soit incluses de manière standard, soit supprimées du catalogue : le toit ouvrant, par exemple.
- Enfin en janvier 2019, la marque décide d'arrêter les prises de commandes pour les Model S et Model X équipées de batteries de 75 kWh[14] ; seules les versions équipées de batteries de 100 kWh (100D et P100D) sont proposées.

Début 2019, la production de la Model 3 atteint enfin un niveau élevé et régulier, Tesla peut donc se consacrer de nouveau à l'amélioration de la Model S. Cela passe par une série de modifications venant améliorer l'efficience, l'autonomie et le confort de la voiture. Le moteur avant est ainsi remplacé par le moteur arrière de la Model 3. Ce moteur consomme bien moins, notamment à vitesse stabilisée sur voie rapide. Sans aucun changement sur la batterie, Tesla augmente donc l'autonomie de la Model S de 10% pour atteindre 370 miles (EPA) et 610 km (WLTP). Côté confort, de nouvelles suspensions pneumatiques pilotées font leur apparition. Cette version sera ensuite appelée « Raven ».
En 2020, la Model S reçoit encore quelques légères améliorations, son poids est notamment revu à la baisse tandis que le système de refroidissement de sa batterie permet de meilleures performances, une recharge plus rapide et une meilleure autonomie. Pour la première fois au monde, et huit ans après sa sortie, la Model S Grande Autonomie Plus atteint une autonomie de plus de 402 miles (EPA) et 652 km (WLTP).

#### 2021: Plaid et restylage intérieur
Depuis le lancement de la Porsche Taycan en 2019, Musk évoquait une nouvelle version plus puissante de la Model S. Une version modifiée avait d'ailleurs été testée sur circuit en Allemagne.
En septembre 2020, lors de la conférence Battery Day, Elon Musk a révélé la nouvelle version Plaid de la Model S. Cette dernière sera équipée de trois moteurs électrique (Tri Motor) apportant une puissance totale d'environ 1 100 ch. Cela permettra une accélération de 0 à 100 km/h en 2,1 secondes et une vitesse maximale de 320 km/h. Côté autonomie, celle-ci pourrait monter jusqu'à 840 km (EPA) grâce aux nouvelles technologies développées par Tesla. Sa date de sortie est prévue pour fin 2021.
C'est, finalement, en janvier 2021 que Tesla lance la nouvelle version de la Model S. Celle-ci sera proposée en versions différentes :
- Grande Autonomie Dual Motor (670 chevaux) : 0 à 100 km/h en 3,2 s, 652 km d'autonomie (EPA) et 250 km/h de vitesse maximale
- Plaid Tri Motor (1 020 ch) : 0 à 100 km/h en 2,1 s, 628 km d'autonomie (EPA) et 320 km/h de vitesse maximale

Le train roulant a été totalement revu. Les moteurs réutilisent les technologies introduites dans ceux de la Model 3, mais Tesla ajoute également une protection en carbone sur le rotor pour permettre un couple et une vitesse de rotation plus importants. La batterie utilise toujours le format de cellules 18650 des premières Model S, mais leur capacité a encore été améliorée, elle comporte donc moins de cellules pour une capacité finale que légèrement inférieure. L'architecture de la batterie a été revue, suppression des différents blocs et modules, les cellules sont désormais directement positionnées dans le pack et coulées dans de la résine époxy, comme la Model 3. La tension du pack passe de 350 à 450 V pour permettre une charge plus rapide. Enfin, la gestion de la température des moteurs, de la batterie et de l'habitacle se fait, maintenant, au moyen d'une pompe à chaleur et de l'octovalve de la Model 3, pour une efficience améliorée de plus de 30 % par temps froid.
L'intérieur du véhicule a été rafraîchi. Elle est munie d'un volant Yoke - en forme de U -, sans commodos derrière le volant. Certaines commandes seront disponibles sur le volant, comme les clignotants, les essuie-glaces et les phares, notamment,. Pour ce qui concerne le sélecteur de vitesses, il disparaît pour laisser place au système Smart Shift, une sorte de boîte automatique améliorée qui sélectionnera automatiquement le rapport de boîte correspondant (D ou R) selon la situation rencontrée, en se basant sur le pilote automatique et l'IA. Une commande manuelle subsistera toujours sur l'écran tactile par un glissement de doigt dans le sens à suivre. Il y aura trois écrans, à l'intérieur. L'écran central avant de 17 pouces passe à une orientation horizontale et une résolution de 2 200 × 1 300 pixels. L'écran d'instrumentation est toujours présent au-dessus du volant et regroupe les informations essentielles pour le conducteur, notamment la vitesse et l'autonomie. Un troisième écran fait son apparition à l'arrière du véhicule et servira à la commande de la climatisation et au divertissement. Le système de sonorisation a été amélioré avec, notamment, une réduction active du bruit. L'ordinateur de bord utilise la même puce graphique que la Playstation 5, il permet ainsi une expérience plus fluide pour la lecture de films ou le lancement des jeux vidéo intégrés.

Les premières Tesla Model S Plaid sont livrées en juin 2021 aux États-Unis et les premiers exemplaires arrivent en Europe début 2022.

Tesla Model S Plaid
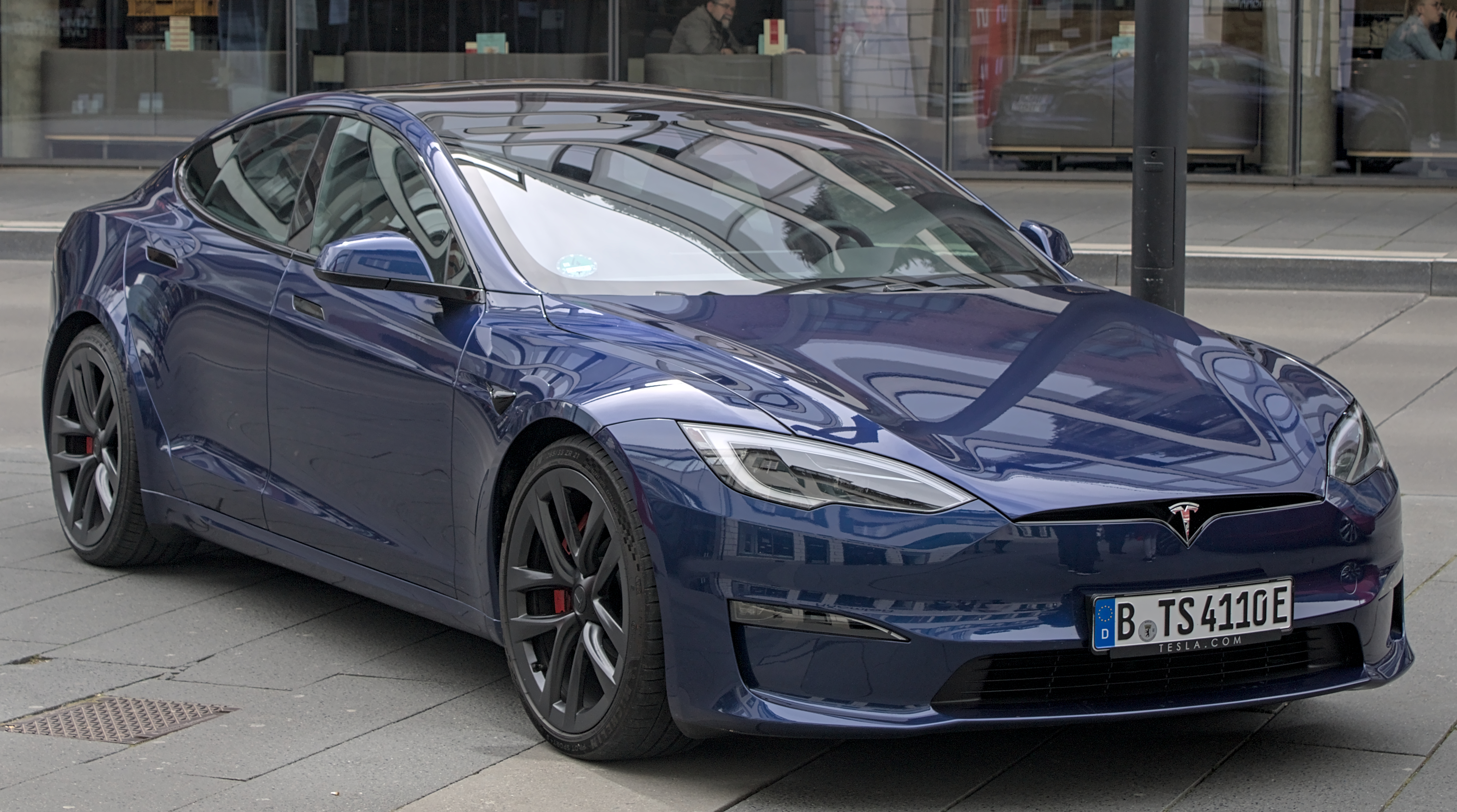
Tesla Model S Plaid (vue de l'avant).
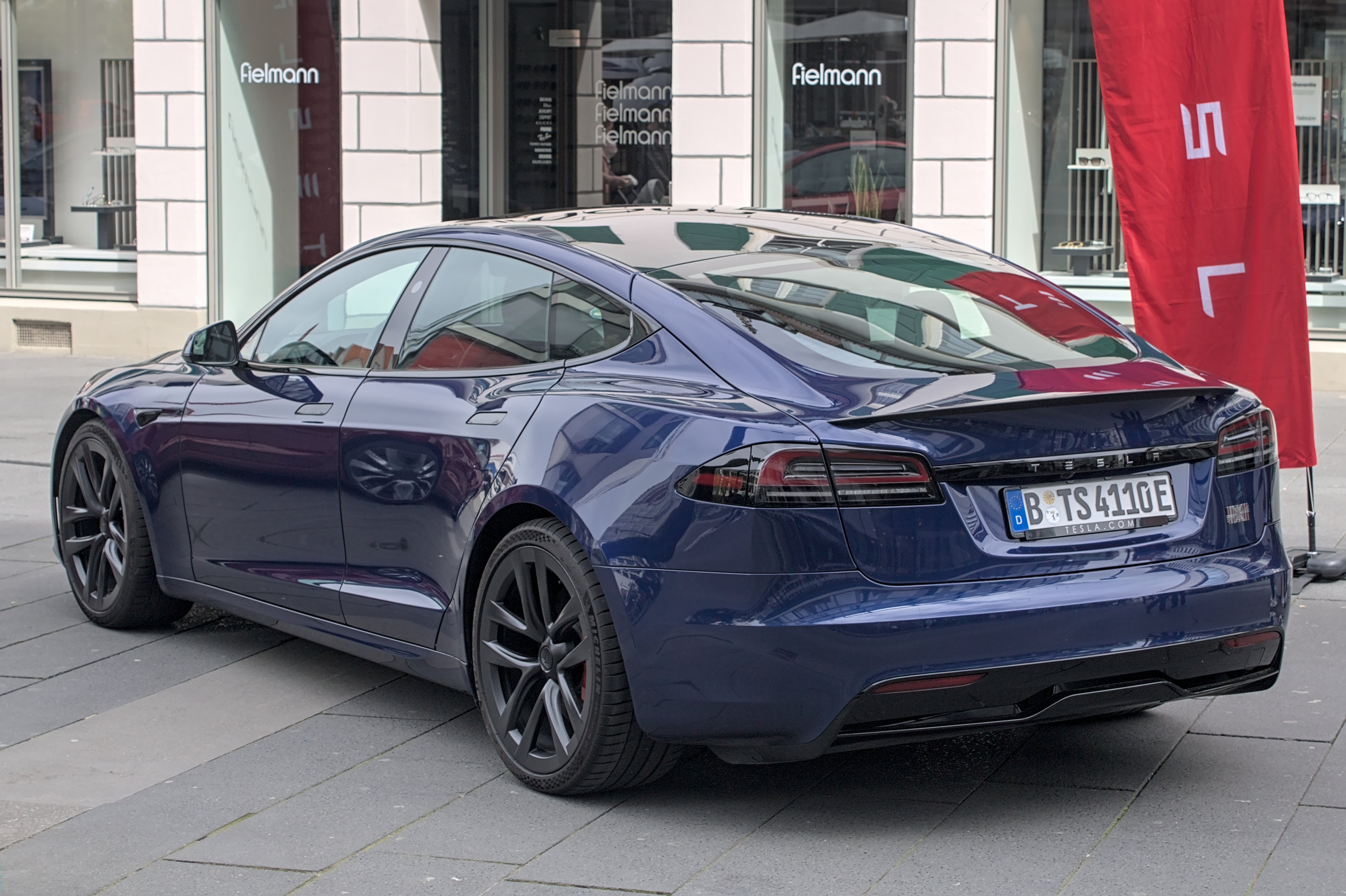
Tesla Model S Plaid (vue de l'arrière).

## Les différentes versions

### Dénominations
À ses débuts, les différentes versions de la Model S étaient nommées grâce à un groupe de chiffres et de lettres. Les chiffres, par exemple 60, 75 ou 100, font référence à l’énergie, en kWh, contenue par la batterie. Les lettres, ajoutées avant ou après la contenance de la batterie, indiquent une caractéristique du modèle : « D » pour « Dual Motor » (un moteur à l'avant et un moteur à l'arrière) et « P » pour « Performance » (moteur arrière plus puissant).
Depuis 2019, Tesla a repris les mêmes dénominations que la Model 3 à savoir « Autonomie Standard », « Grande Autonomie » et « Performance ».

## Caractéristiques

### Plateforme et châssis
La répartition de masse est de 48 % à l'avant et 52 % à l'arrière.
Les batteries situées directement dans le châssis permettent d'obtenir un centre de gravité extrêmement bas.
La suspension pneumatique (à l'origine en option, puis standard) est active. Ainsi, lors des accélérations, la garde au sol diminue afin d’améliorer l'aérodynamisme et de réduire la consommation. Il est possible de contrôler cette hauteur de caisse via l'ordinateur de bord (quatre positions possibles).
Le châssis, totalement en aluminium, a bénéficié d'amélioration progressive. Certaines pièces embouties et soudées ont été remplacées par des pièces moulées, augmentant la résistance, réduisant les coûts de fabrication et réduisant le poids de la voiture.

### Consommation d'énergie
La consommation d'énergie dépend majoritairement de la vitesse, du vent, de la température extérieure et de la taille et la forme des jantes. L'utilisation de l'électronique de bord et le poids des bagages n'auront, finalement, que peu d'influence.
Sur les premières Model S, la consommation électrique moyenne variait autour des 18 kWh/100 km en roulant à 90 km/h, 21 kWh/100 km en roulant à 110 km/h et 24 kWh/100 km en roulant à 130 km/h. Le chauffage pouvait, également, avoir une forte influence sur l'autonomie.
Sur les Model S produites depuis 2019, la consommation électrique moyenne a globalement baissé de 10 à 15 %, variant autour des 15 kWh/100 km en roulant à 90 km/h, 17,5 kWh/100 km en roulant à 110 km/h et 20 kWh/100 km en roulant à 130 km/h. Le chauffage de l'habitacle et de la batterie a une influence plus limitée sur la consommation des modèles produits depuis 2021 grâce à la présence d'une pompe à chaleur.

### Pilotage automatique et technologies embarquées
Les nouveaux modèles vendus depuis le 9 octobre 2014 possèdent des fonctions de conduite autonome via un pilote automatique, permettant la conduite mains-libres dans certaines situations.
Le 7 mai 2016 à Williston, en Floride, Joshua Brown, Américain de 40 ans, est la première personne à décéder lors d'une phase de conduite gérée par pilote automatique. L'accident intervient lors d'un choc avec la remorque d'un poids lourd qui amorçait un virage par la gauche à une intersection.
Une application pour smartphone permet de gérer à distance quelques-unes des fonctions clés de la voiture. Des start-up travaillent aussi à porter ces fonctionnalités sur les montres connectées .

### Garantie et maintenance
La Tesla Model S est garantie pendant quatre ans ou 80 000 km. La batterie et les moteurs (mécanisme d'entraînement) sont, eux, garantis huit ans en kilométrage illimité.
Une étude menée par Plug in America (en) sur près de cinq cents Model S a montré que la longévité de la batterie est plutôt bonne. En effet, en moyenne, la batterie perd 5 % de sa capacité au bout de 80 000 km, puis la chute se ralentit, pour ne pas aller au-delà des 8 % de perte au bout de 160 000 km.

### Chaîne cinématique
Les deux tableaux ci-dessous présentent les caractéristiques techniques de chaque modèle de la gamme de Tesla Model S.
Pour l'autonomie, trois estimations différentes sont données. En effet, elles résultent de différents tests ou calculs :
- Autonomie NEDC : ce test de consommation est très optimiste et non représentatif d'une utilisation normale sur route. Il revient à faire rouler la voiture à environ 70 km/h dans des conditions normales.
- Autonomie WLTP : essai de consommation mis en place en Europe depuis septembre 2018 à la suite du scandale du Dieselgate[27]. Il revient à faire rouler la voiture à environ 80 km/h dans des conditions normales.
- Autonomie EPA : essai de consommation mis en place aux États-Unis par l'Agence pour l'environnement. Il revient à faire rouler la voiture à environ 90 km/h dans les conditions de circulation les plus fréquentes aux États-Unis.
- Autonomie Autoroute : estimation de l'autonomie en roulant sur voies rapides dans des conditions réalistes avec une famille à bord du véhicule.

#### Motorisations phase 1
Le modèle 40 kWh a très vite été abandonné car il était doté, en fait, d'une batterie de 60 kWh bridée, d'où l'intérêt, pour de nombreuses personnes, d'acquérir directement le modèle en question.
|                        | 40 Propulsion        | 60 Propulsion        | 70 Propulsion          | 70D Tr. Intégrale    | 85 Propulsion        | P85 Propulsion      | 85D Tr. Intégrale    | P85D Tr. Intégrale   | P85DL Tr. Intégrale  |
| ---------------------- | -------------------- | -------------------- | ---------------------- | -------------------- | -------------------- | ------------------- | -------------------- | -------------------- | -------------------- |
| Autonomie NEDC         | 260 km               | 375 km               | 375 km                 | 442 km               | 502 km               | 502 km              | 528 km               | 480 km               | 480 km               |
| Autonomie EPA          | 225 km               | 335 km               | 370 km                 | 386 km               | 426 km               | 426 km              | 435 km               | 407 km               | 407 km               |
| Autonomie Autoroute    | 170 km               | 250 km               | 280 km                 | 290 km               | 320 km               | 320 km              | 330 km               | 310 km               | 310 km               |
| Masse                  | 1 850 kg             | 1 950 kg             | 2 000 kg               | 2 100 kg             | 2 100 kg             | 2 200 kg            | 2 200 kg             | 2 250 kg             | 2 250 kg             |
| Puissance maximale     | 235 ch               | 302 ch               | 320 ch                 | 332 ch               | 367 ch               | 420 ch              | 422 ch               | 469 ch               | 539 ch               |
| Couple maximal         | 430 N m              | 430 N m              | n/a                    | 490 N m              | n/a                  | 600 N m             | 690 N m              | 930 N m              | NC                   |
| 0–100 km/h             | 6,5 s                | 5,9 s                | 5,5 s                  | 5,4 s                | 5,6 s                | 4,4 s               | 4,4 s                | 3,3 s                | 3,0 s                |
| Vitesse maximale       | 177 km/h             | 196 km/h             | 225 km/h               | 225 km/h             | 225 km/h             | 210 km/h            | 250 km/h             | 250 km/h             | 250 km/h             |
| Accès super- chargeurs | Non                  | En option 2 000 €    | Oui                    | Oui                  | Oui                  | Oui                 | Oui                  | Oui                  | Oui                  |
| Disponibilité          | juin 2012 avril 2013 | juin 2012 avril 2015 | juillet 2015 juin 2016 | avril 2015 juin 2016 | juin 2012 janv. 2016 | juin 2012 nov. 2014 | nov. 2014 janv. 2016 | nov. 2014 janv. 2016 | août 2015 janv. 2016 |

#### Motorisations phase 2
Tous les modèles de la phase 2 bénéficient de l'accès aux Superchargers.
|                     | 60 Propulsion        | 60D Tr. Intégrale    | 75 Propulsion           | 75D Tr. Intégrale     | 90D Tr. Intégrale   | P90D Tr. Intégrale      | P90DL Tr. Intégrale | 100D Tr. Intégrale      | P100DL Tr. Intégrale | Grande Autonomie Tr. Intégrale | Performance Tr. Intégrale | Grande Autonomie Plus Tr. Intégrale | Performance Plus Tr. Intégrale |
| ------------------- | -------------------- | -------------------- | ----------------------- | --------------------- | ------------------- | ----------------------- | ------------------- | ----------------------- | -------------------- | ------------------------------ | ------------------------- | ----------------------------------- | ------------------------------ |
| Autonomie NEDC      | 400 km               | 408 km               | 480 km                  | 490 km                | 557 km              | 509 km                  | 509 km              | 632 km                  | 613 km               | 610 km (WLTP)                  | 590 km (WLTP)             | 652 km (WLTP)                       | 639 km (WLTP)                  |
| Autonomie EPA       | 338 km               | 351 km               | 401 km                  | 417 km                | 473 km              | 435 km                  | 435 km              | 539 km                  | 507 km               | 600 km                         | 560 km                    | 647 km                              | 623 km                         |
| Autonomie Autoroute | 260 km               | 270 km               | 290 km                  | 300 km                | 350 km              | 330 km                  | 330 km              | 410 km                  | 400 km               | 480 km                         | 460 km                    | 500 km                              | 480 km                         |
| Masse               | 2 000 kg             | 2 100 kg             | 2 000 kg                | 2 100 kg              | 2 200 kg            | 2 250 kg                | 2 250 kg            | 2 250 kg                | 2 300 kg             | 2214 kg                        | 2241 kg                   | 2184 kg                             | 2235 kg                        |
| Puissance maximale  | 320 ch               | 332 ch               | 320 ch                  | 332 ch                | 422 ch              | 469 ch                  | 539 ch              | 422 ch                  | 598 ch               | 422                            | 789                       | 422                                 | ?                              |
| Couple maximal      | 440 N m              | 525 N m              | 440 N m                 | 525 N m               | 660 N m             | 967 N m                 | 967 N m             | 660 N m                 | 1 074 N m            | NC                             | NC                        | NC                                  | NC                             |
| 0–100 km/h          | 5,8 s                | 5,4 s                | 4,6 s                   | 5,4 s                 | 4,4 s               | 3,3 s                   | 3,0 s               | 3,8 s                   | 2,7 s                | 3,8 s                          | 2,5 s                     | 3,8 s                               | 2,5 s                          |
| Vitesse maximale    | 210 km/h             | 210 km/h             | 225 km/h                | 225 km/h              | 250 km/h            | 250 km/h                | 250 km/h            | 250 km/h                | 250 km/h             | 250 km/h                       | 261 km/h                  | 250 km/h                            | 261 km/h                       |
| Disponibilité       | juin 2016 avril 2017 | juin 2016 avril 2017 | mai 2016 septembre 2017 | mai 2016 janvier 2019 | août 2015 juin 2017 | mars 2016 décembre 2016 | mars 2016 août 2016 | janvier 2017 avril 2019 | août 2016 avril 2019 | avril 2019 janvier 2020        | avril 2019 janvier 2020   | février 2020 janvier 2021           | février 2020 janvier 2021      |

#### Motorisations phase 3
Tous les modèles actuellement en production bénéficient de l'accès aux Superchargers jusqu'à une puissance de 250 kW.
|                     | Grande Autonomie Tr. Intégrale | Plaid Tri-Motor  |
| ------------------- | ------------------------------ | ---------------- |
| Autonomie WLTP      | 723 km                         | 695 km           |
| Autonomie EPA       | 652 km                         | 637 km           |
| Autonomie Autoroute | 500 km                         | 470 km           |
| Masse               | 2 069 kg                       | 2 162 kg         |
| Puissance maximale  | 670 ch                         | 760 kW (1020 ch) |
| Couple maximal      | NC                             | 1450 N m         |
| 0–100 km/h          | 3,2 s                          | 2,1 s            |
| Vitesse maximale    | 250 km/h                       | 322 km/h         |
| Disponibilité       | septembre 2021                 | juin 2021        |

## Batterie

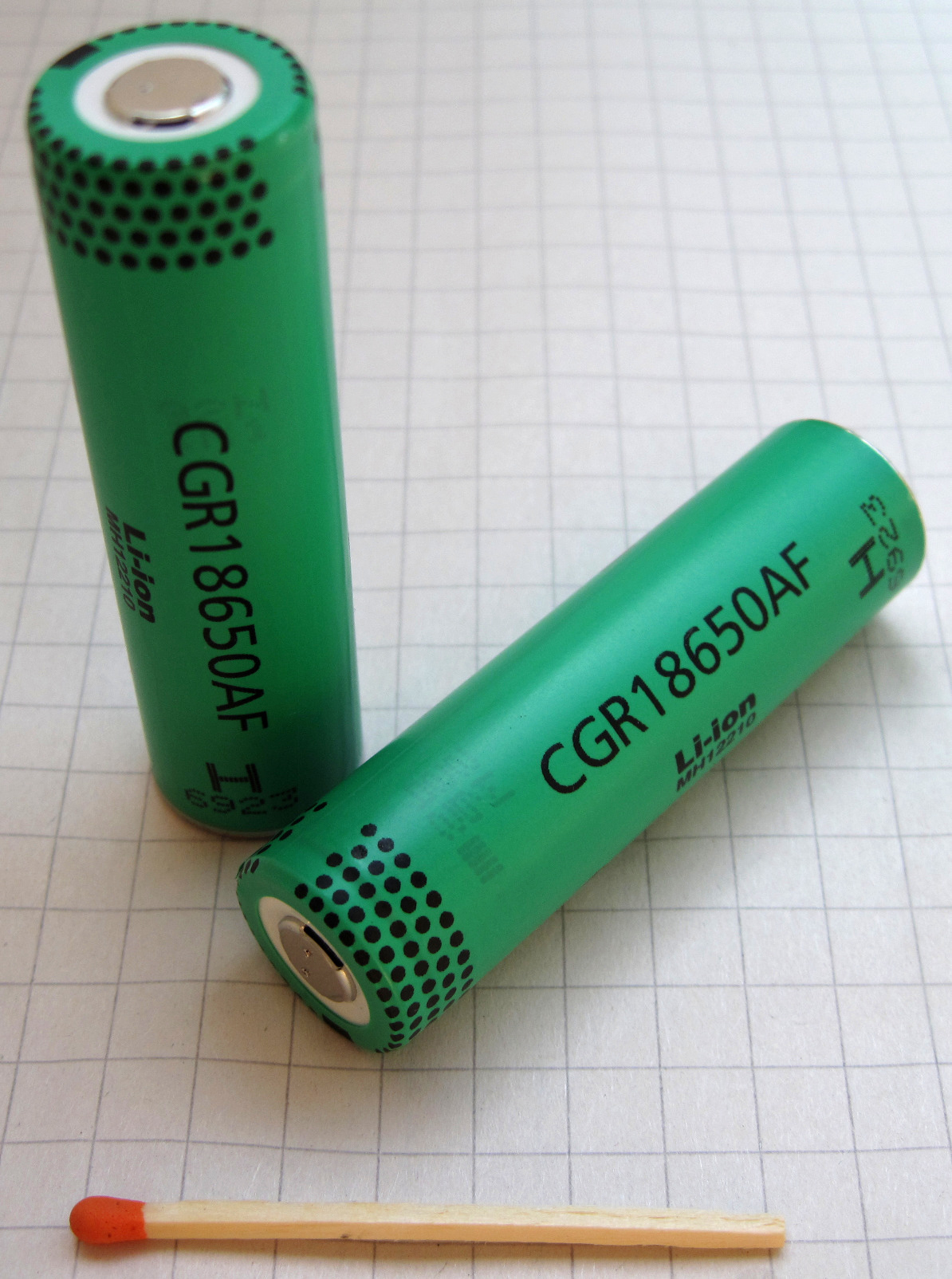
Cellules Li-Ion type 18650.

Les batteries de la Tesla Model S sont composées de milliers de cellules lithium-ion de type 18650 fournies par Panasonic depuis le début de sa commercialisation. Contrairement au Tesla Roadster, dont la batterie est placée derrière les sièges, celle de la Model S se trouve dans le plancher. Cela permet d'économiser de l'espace intérieur et d'augmenter le volume du coffre, mais la faible garde au sol de la Model S augmente le risque d'endommagement de la batterie. Pour protéger sa batterie, la Model S possède donc une plaque de blindage en aluminium de 6 mm d'épaisseur.
Les cellules pèsent entre 47 et 49 grammes et ont toutes une tension nominale de 3,6 V.
La composition du pack batterie de la Model S diffère selon la capacité et a évolué au fil des avancées sur les cellules de batteries. Ainsi, plusieurs évolutions sont notables :
- En 2015, amélioration des cellules : le passage de batterie de 85 à 90 kWh et de 70 à 75 kWh s'explique par une modification de la chimie des cellules qui permet une augmentation de la capacité, qui passe de 3,2 à environ 3,3 Ah. Cela est dû à l'introduction de silicium dans le graphite de l'anode de la cellule.
- En 2016, amélioration des modules : le passage de batterie de 90 à 100 kWh s'explique, entre autres, par une modification du rangement des cellules dans les modules. Le système de refroidissement a été entièrement revu pour réduire ses besoins en place et, donc, intégrer plus de cellules dans chaque module.
- En 2021, amélioration de la structure du pack : la Model S restylée intègre un pack batterie totalement revu. Bien que celui-ci conserve la même capacité, sa masse est réduite de 14%. En effet, celui-ci passe de 16 à 5 modules, le système de refroidissement est de nouveau amélioré et le nombre de cellules est revu à la baisse. Elles sont, désormais, coulées dans de la résine comme pour la Model 3.

Les capacités en kWh sont données à titre indicatif pour des batteries neuves, elles ont été constatées par les possesseurs des modèles en question. Ces capacités varient selon la température du pack, l'équilibrage des cellules et, principalement, l'usure de celles-ci.
|                                    | Modèles en production | | Modèles abandonnés | Modèles abandonnés | Modèles abandonnés | Modèles abandonnés | Modèles abandonnés | Modèles abandonnés |
| Grande Batterie                    | 60 kWh | 70 kWh | 75 kWh | 85 kWh | 90 kWh | 100 kWh | |                    |
| Capacité utilisable (avec réserve) | 98 kWh | 62 kWh | 71,5 kWh | 73,9 kWh | 81,5 kWh | 84,5 kWh | 98 kWh |                    |
| Capacité utilisable (0 à 100%)     | 93 kWh | 59,5 kWh | 69 kWh | 71,3 kWh | 77,5 kWh | 80,5 kWh | 93 kWh |                    |
| Composition du pack batterie       | 5 modules branchés en série, Chaque module contient 22 blocs branchés en série, Chaque bloc contient 72 cellules branchées en parallèle | 14 modules branchés en série, Chaque module contient 6 blocs branchés en série, Chaque bloc contient 64 cellules branchées en parallèle | 14 modules branchés en série, Chaque module contient 6 blocs branchés en série, Chaque bloc contient 74 cellules branchées en parallèle | 14 modules branchés en série, Chaque module contient 6 blocs branchés en série, Chaque bloc contient 74 cellules branchées en parallèle | 16 modules branchés en série, Chaque module contient 6 blocs branchés en série, Chaque bloc contient 74 cellules branchées en parallèle | 16 modules branchés en série, Chaque module contient 6 blocs branchés en série, Chaque bloc contient 74 cellules branchées en parallèle | 16 modules branchés en série, Chaque module contient 6 blocs branchés en série, Chaque bloc contient 86 cellules branchées en parallèle |                    |
| Nombre total de cellules           | 7 920 cellules | 5 376 cellules | 6 216 cellules | 6 216 cellules | 7 104 cellules | 7 104 cellules | 8 256 cellules |                    |
| Poids indicatif                    | ~ 540 kg | ~ 480 kg | ~ 520 kg | ~ 530 kg | ~ 570 kg | ~ 580 kg | ~ 625 kg |                    |
| Tension de fonctionnement          | Chaque cellule a une tension nominale de 3,6 V, soit 5 x 22 x 3,6 = 396 V                                                               | Chaque cellule a une tension nominale de 3,6 V, soit 6 x 14 x 3,6 = 302 V                                                               | Chaque cellule a une tension nominale de 3,6 V, soit 6 x 14 x 3,6 = 302 V                                                               | Chaque cellule a une tension nominale de 3,6 V, soit 6 x 14 x 3,6 = 302 V                                                               | Chaque cellule a une tension nominale de 3,6 V, soit 6 x 16 x 3,6 = 346 V                                                               | Chaque cellule a une tension nominale de 3,6 V, soit 6 x 16 x 3,6 = 346 V                                                               | Chaque cellule a une tension nominale de 3,6 V, soit 6 x 16 x 3,6 = 346 V                                                               |                    |
| Caractéristique de Supercharge     | De 0 à 100 %, la tension de passe de 400 à 460 V, l'intensité passe de 600 à 20 A                                                       | De 0 à 100 %, la tension passe de 305 à 355 V, l'intensité passe de 300 à 25 A                                                          | De 0 à 100 %, la tension passe de 305 à 355 V, l'intensité passe de 370 à 25 A                                                          | De 0 à 100 %, la tension passe de 305 à 355 V, l'intensité passe de 370 à 25 A                                                          | De 0 à 100 %, la tension passe de 350 à 400 V, l'intensité passe de 370 à 20 A                                                          | De 0 à 100 %, la tension passe de 350 à 400 V, l'intensité passe de 370 à 20 A                                                          | De 0 à 100 %, la tension passe de 350 à 400 V, l'intensité passe de 400 à 20 A                                                          |                    |

## Recharge

### Recharge standard - Courant alternatif
La Model S dispose d'un chargeur embarqué dont la puissance a variée au fil des versions. D'abord proposé en 11 kW ou en 22 kW avec l'option double chargeur, la puissance du chargeur est ensuite passée à 16,5 kW pour, enfin, revenir à 11 kW sur les dernières séries.
Quoi qu'il en soit, ce chargeur permet à la Model S de se recharger sur n'importe quelles prises ou bornes de recharge publiques délivrant du courant alternatif. La puissance réellement obtenue dépendra de la prise, du câble et du chargeur embarqué de la voiture.

#### Recharge à domicile
À domicile, la Model S se recharge grâce à différents adaptateurs fournis par Tesla :
- adaptateur pour prise de courant standard en 230 V et 13 A, soit 3 kW.
- adaptateur pour prise camping bleue en 230 V et 16 A, soit 3,7 kW.
- adaptateur pour prise camping bleue en 230 V et 32 A, soit 7,4 kW.
- adaptateur pour prise triphasée rouge en 400 V et 16 A, soit 11 kW.

Il est également possible d'installer une borne de recharge Tesla, appelée Wall Connector, qui comporte un câble directement attaché. Elle peut délivrer jusqu'à 22 kW en triphasé 400 V et 32 A.

#### Bornes de recharge publiques
Sur les bornes de recharge publiques, la voiture acceptera la puissance délivrée par la borne dans la limite de la puissance de son chargeur embarqué. Il faudra, cependant, veiller à avoir un câble compatible avec la prise de la borne. La norme européenne est, en effet, la prise type 2, mais certaines bornes utilisent encore une prise type 3. Il faudra donc soit un câble type 3 → type 2, soit un câble type 2 → type 2. Certaines bornes disposent, également, d'un câble type 2 directement attaché, simplifiant le processus.

### Recharge rapide - courant continu

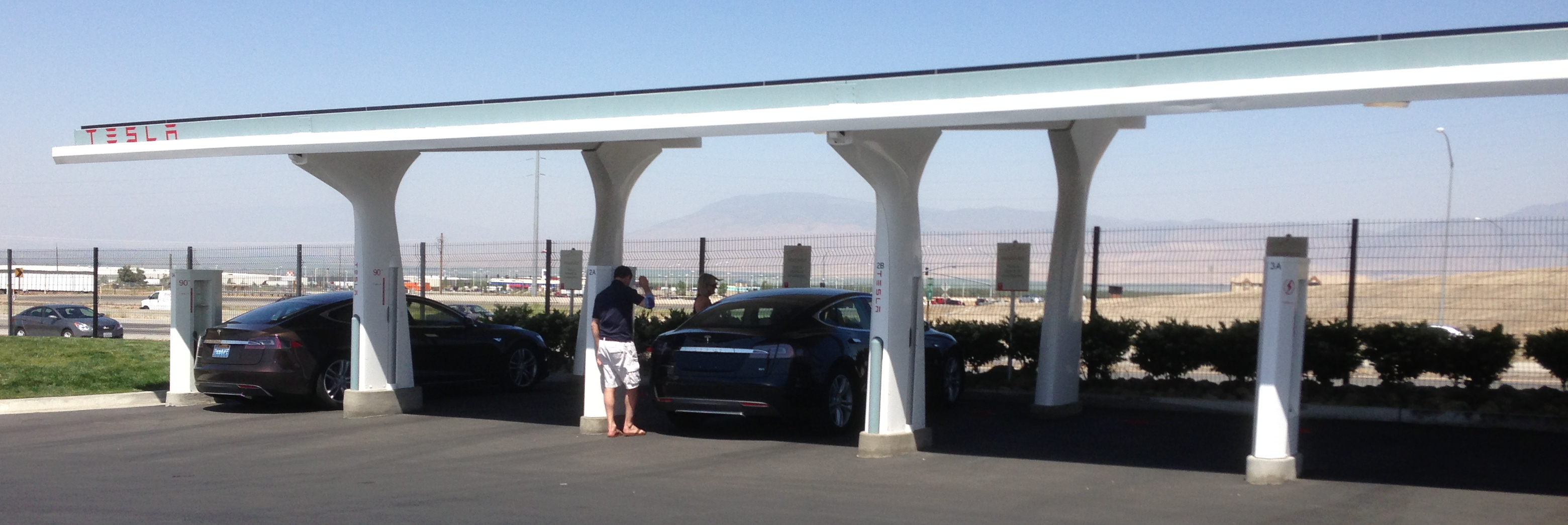

La Model S a la capacité de se recharger directement en courant continu sur les bornes publiques ou sur le réseau de bornes spécifiques de Tesla appelées « Supercharger ».

#### Bornes publiques CHAdeMO
Le standard CHAdeMO est un standard de charge rapide japonais fortement déployé par Nissan en Europe et aux États-Unis durant les débuts de la Leaf. Ce connecteur délivre du courant continu à une intensité maximale de 125 A pour une tension maximale de 400 V. Tesla propose donc un adaptateur CHAdeMO → type 2 pour permettre de recharger la Model S à une puissance variant entre 35 et 45 kW. Cet adaptateur devient, cependant, de plus en plus obsolète alors que l'Union européenne et les États-Unis ont tous deux adoptés le standard CCS comme norme.

#### Bornes publiques CCS
La puissance du standard CHAdeMO devenant faible face à la capacité des batteries et le standard CCS s'étant imposé comme norme en Europe, Tesla propose depuis 2020 un adaptateur CCS → type 2 permettant à la Model S de se recharger sur toutes les nouvelles bornes haute puissance installées le long des grands axes routiers. Bien que la plupart des bornes délivrent jusqu'à 175 ou 350 kW, l'adaptateur ne supporte qu'une puissance ne dépassant pas les 130 kW. Cet adaptateur est également utile sur les 3e version des Tesla « Superchargers ». En effet, ceux-ci ne sont maintenant équipés que du connecteur CCS.

#### Superchargeurs
En 2013, Tesla a commencé le déploiement de son propre réseau de recharge rapide, les Tesla Superchargers.
Ces bornes délivrent jusqu'à 145 kW dans leur 2e version et 250 kW dans leur 3e version. Elles permettaient de récupérer 50 % de charge en 20 min et 80 % de charge en 40 min sur les premières Model S. Au fil des améliorations, le temps de charge a été réduit pour permettre de récupérer plus de 320 km en moins de 15 minutes sur la nouvelle Model S, par exemple.
Les Model S livrées jusqu'en mars 2017 bénéficiaient de la recharge gratuite à vie sur les Superchargers. La facturation a ensuite évolué vers un crédit annuel de 400 kWh/an, les charges suivantes étant facturées au kWh. Depuis 2019, la facturation au kWh est systématique, sauf si le propriétaire bénéficie de parrainages lui octroyant des kilomètres de recharge gratuits.
Le réseau est en plein déploiement et son évolution est consultable sur le site officiel. Fin 2020, ce sont près de 20 000 connecteurs de recharge qui sont déployés dans plus de 2 000 stations dans le monde.
Des « corridors énergétiques » permettent aujourd'hui aux conducteurs de Model S de traverser les continents, du Mexique au Canada, de la Norvège à l'Espagne et à travers toute la Chine.

### Échange automatisé de la batterie
Un mode de rechargement par l'échange automatisé de la batterie avait été présenté par Tesla, il permettait de retrouver 100% de la charge en 90 s, soit plus rapidement qu'un plein d'essence traditionnel.
Cependant, lors de la conférence annuelle des actionnaires de juin 2015, Musk a annoncé que Tesla allait se concentrer sur le développement de son réseau de recharge avec une nouvelle génération de Superchargers possédant un câble réfrigéré. Au-delà de permettre le rétrécissement de la section de câble, cette technologie permet une augmentation de la puissance délivrée par la borne.
Les problématiques autour de l'échange automatisé de la batterie ne sont pas techniques mais plutôt d'ordre commercial, logique et logistique. Au niveau commercial, il est en effet compliqué d'échanger une pièce dont l'utilisateur est propriétaire. Comment garantir que la batterie récupérée est dans un état convenable ? Une solution aurait été de proposer la location de la batterie, mais plus aucun constructeur ne propose cette formule, aujourd'hui, par manque de cohérence. Au niveau logique, le fait de pouvoir échanger la batterie implique un alourdissement de la voiture d'environ 200 à 300 kg, car la batterie doit alors être totalement indépendante de la structure du véhicule. De plus, cela implique la production de plus de batterie afin d'avoir toujours à disposition une batterie chargée et aux bonnes dimensions pour un éventuel échange. On a donc une utilisation inutile de matières premières et un besoin accru en ressources logistiques. Enfin, ce système ne permet aucune interopérabilité entre les constructeurs, à moins que tous utilisent des batteries aux dimensions et caractéristiques identiques.

## Production

### Ventes en France
La France est le sixième pays ciblé par Tesla Motors, après la Norvège, les Pays-Bas, l'Allemagne, la Belgique et la Suisse. Le marché français représente environ 1,2 % des ventes mondiales de Model S. Tesla Motors possède des concessions à Chambourcy, Aix-en-Provence, Bordeaux, Lyon et Nantes. Une concession existait à Paris, mais celle-ci a fermé ses portes à l'été 2013. Elle est remplacée par le nouveau siège social de Tesla France à Chambourcy. Il existe, de plus, un Tesla Store à Gennevilliers ainsi que dans le centre commercial de Vélizy 2 situé à Vélizy-Villacoublay.
Les premières livraisons en France ont débuté le 23 septembre 2013. Les délais de livraison étaient alors d'environ trois à quatre mois après la commande.
En 2018, la Tesla Model S est la septième voiture électrique la plus vendue en France.
|           | 2013 | 2014 | 2015 | 2016 | 2017 | 2018 | 2019 | 2020 |
| --------- | ---- | ---- | ---- | ---- | ---- | ---- | ---- | ---- |
| 1er Trim. | -    | 58   | 120  | 207  | 206  | 209  | 105  | 150  |
| 2e Trim.  | -    | 106  | 206  | 206  | 210  | 186  | 191  | 108  |
| 3e Trim.  | -    | 54   | 183  | 196  | 192  | 166  | 105  | 109  |
| 4e Trim.  | 17   | 110  | 199  | 176  | 254  | 185  | 128  | 109  |
| TOTAL     | 17   | 328  | 708  | 785  | 862  | 746  | 529  | 476  |

### Ventes à l'international
En Norvège, premier pays visé par Tesla Motors en Europe, la Model S a atteint la première place des ventes de voitures en septembre 2013, devant les véhicules à essence, avec plus de 5 % de part de marché, puis second en novembre et, de nouveau, premier en décembre. En novembre 2013, sur le marché européen, les ventes Tesla Motors étaient équivalentes à l'ensemble de celles des véhicules électriques ZE Renault (ZOE/Fluence/Kangoo).
|           | 2012  | 2013   | 2014   | 2015   | 2016   | 2017   |
| --------- | ----- | ------ | ------ | ------ | ------ | ------ |
| 1er Trim. | -     | 4 900  | 6 457  | 10 045 | 12 420 | 13 480 |
| 2e Trim.  | -     | 5 150  | 7 579  | 11 532 | 9 764  | 12 015 |
| 3e Trim.  | 250   | 5 500  | 7 785  | 11 597 | 16 047 | 14 060 |
| 4e Trim.  | 2 400 | 6 892  | 9 834  | 17 272 | 12 730 | 15 270 |
| TOTAL     | 2 650 | 17 492 | 31 655 | 50 446 | 50 961 | 54 825 |

## Records et récompenses
Elle a été élue voiture de l’année par le magazine américain Automobile Magazine, meilleure invention de l'année 2012 par le Time Magazine. Le mensuel Consumer Reports, en s'appuyant sur le retour de 600 clients, l'a notée « meilleure voiture du monde ».
En septembre 2019, une Tesla Model S spécialement modifiée pour l'occasion bat le record de la Porsche Taycan sur le circuit de Nürburgring dans la catégorie des véhicules électriques. Cette Tesla, dénommée Model S Plaid, est présentée en version de série le 22 septembre 2020.

## Galerie

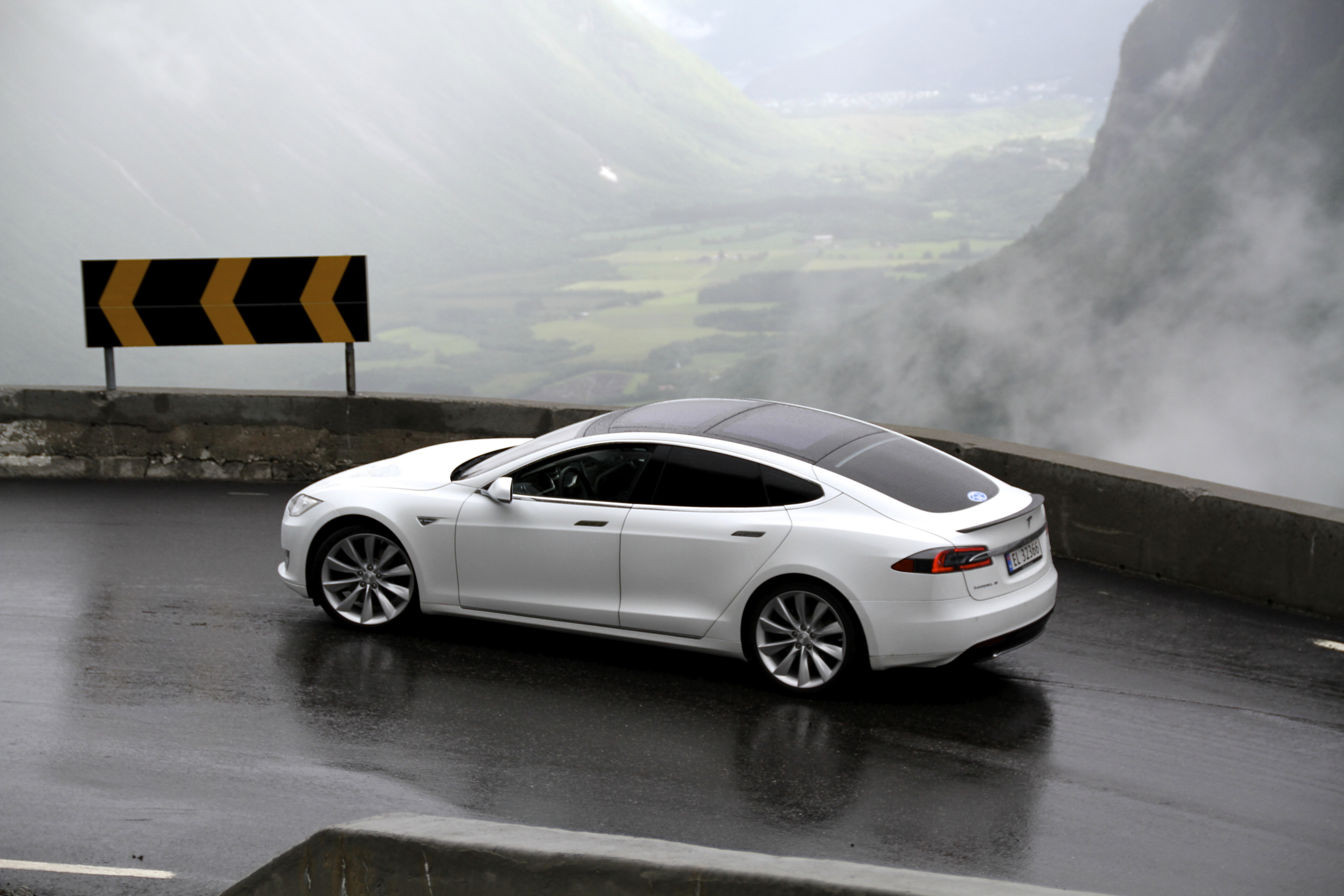
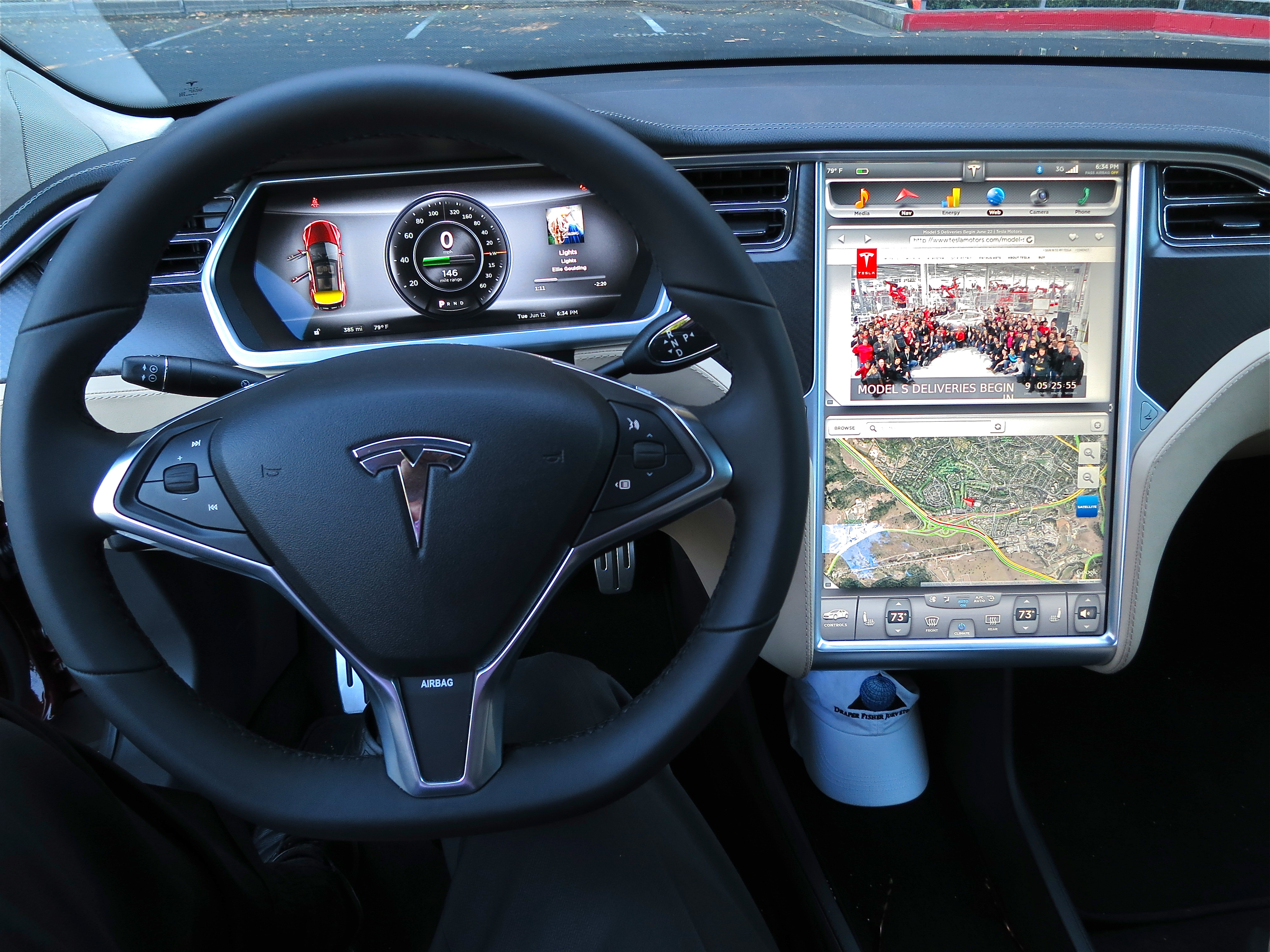
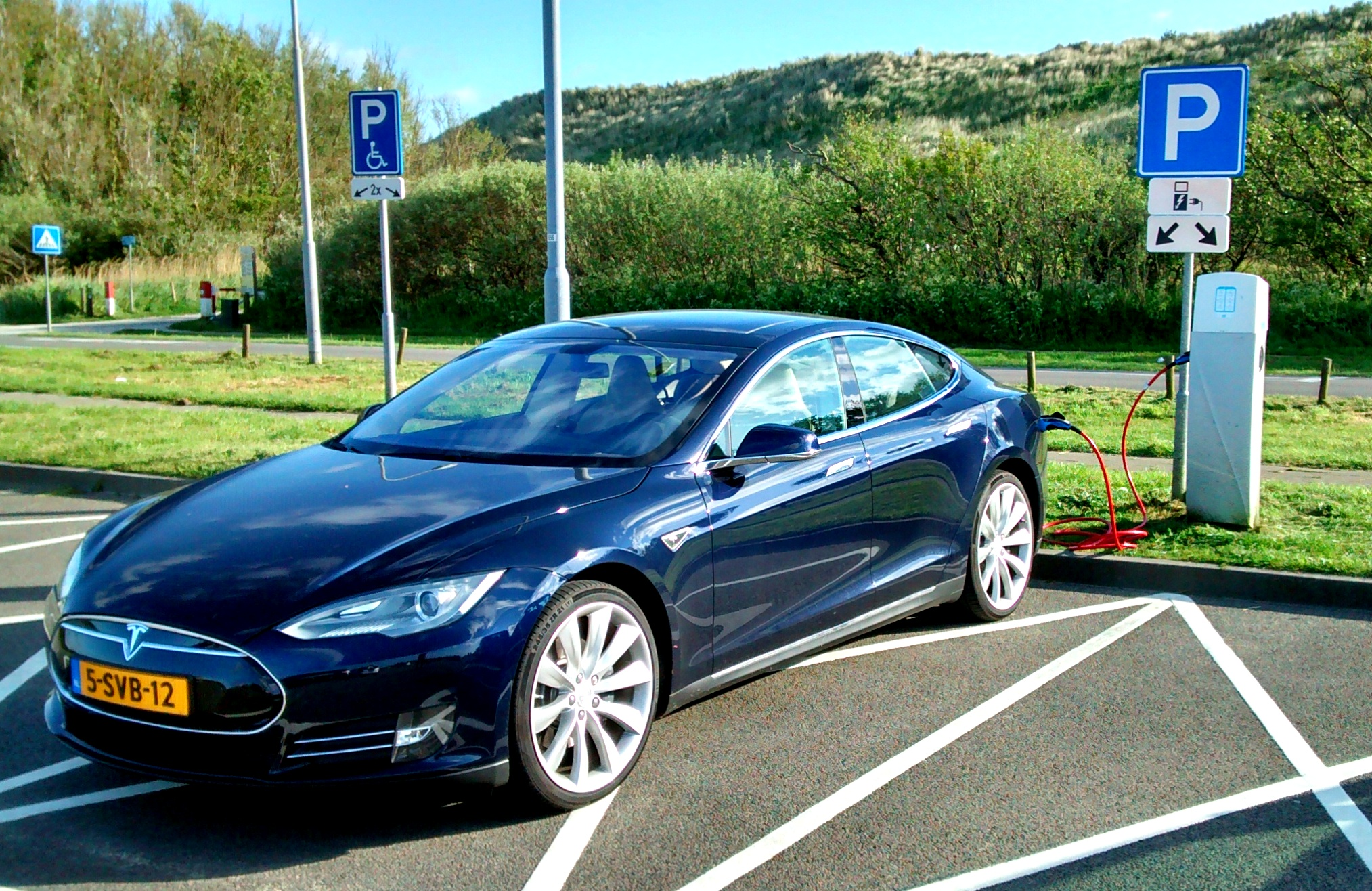
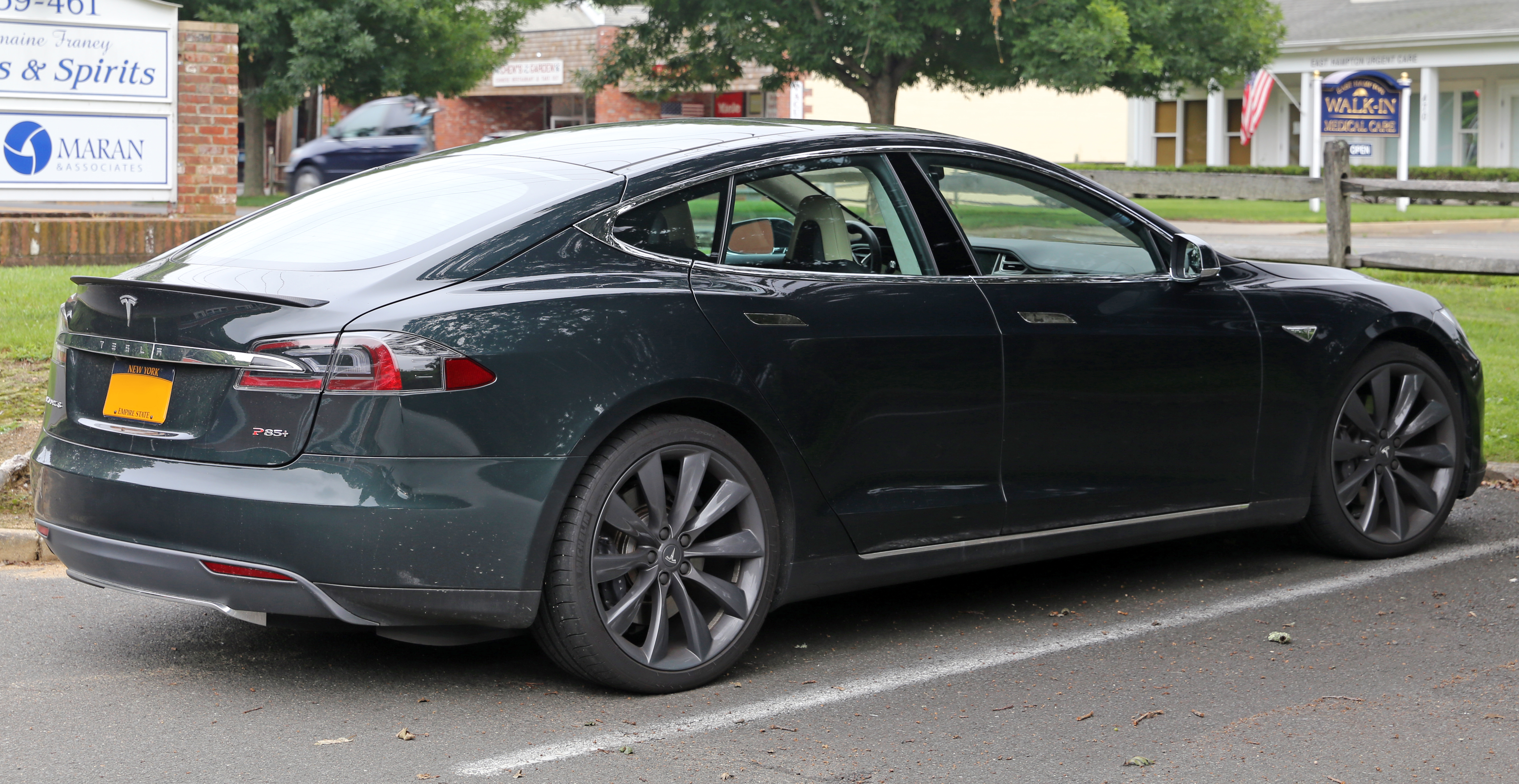
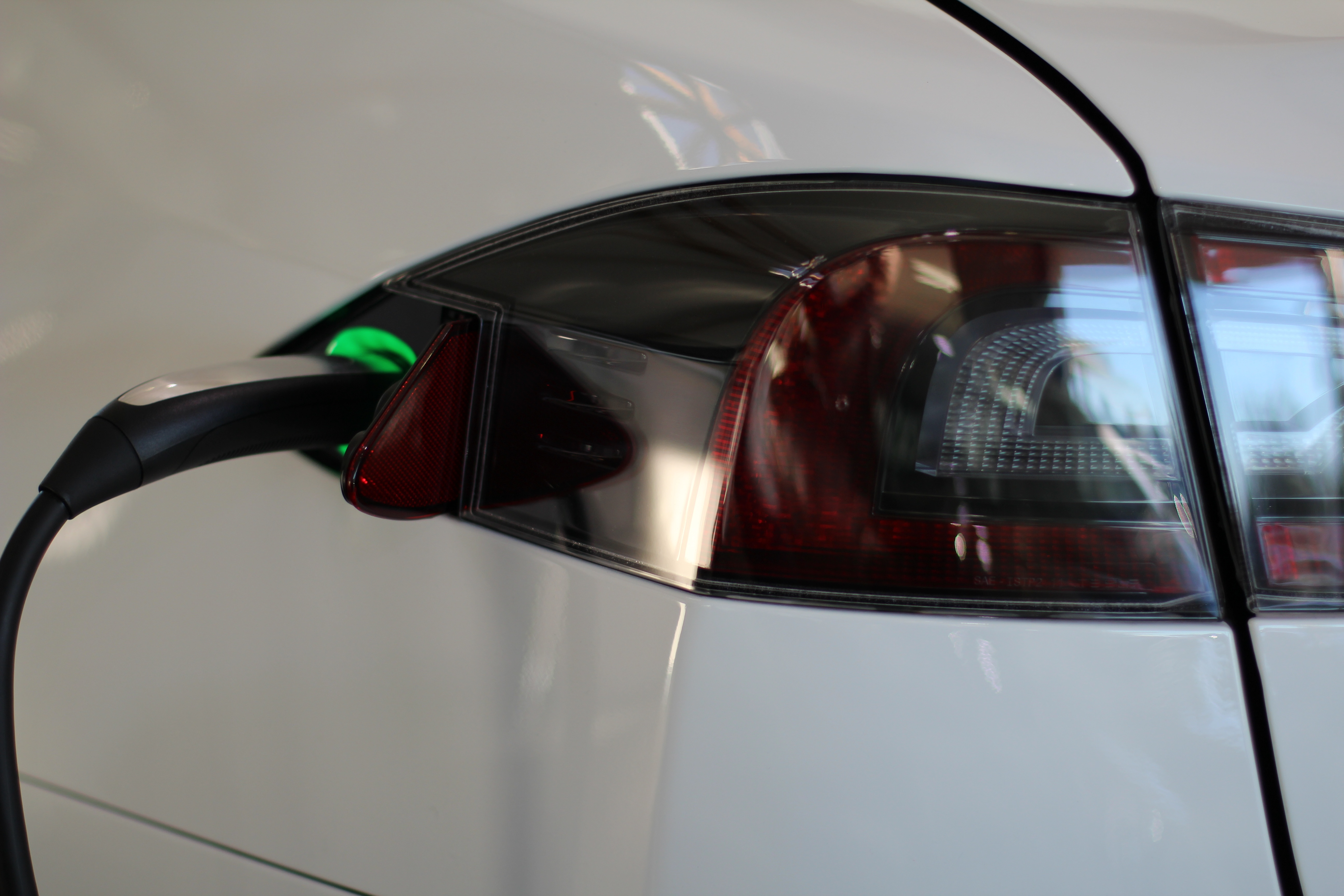
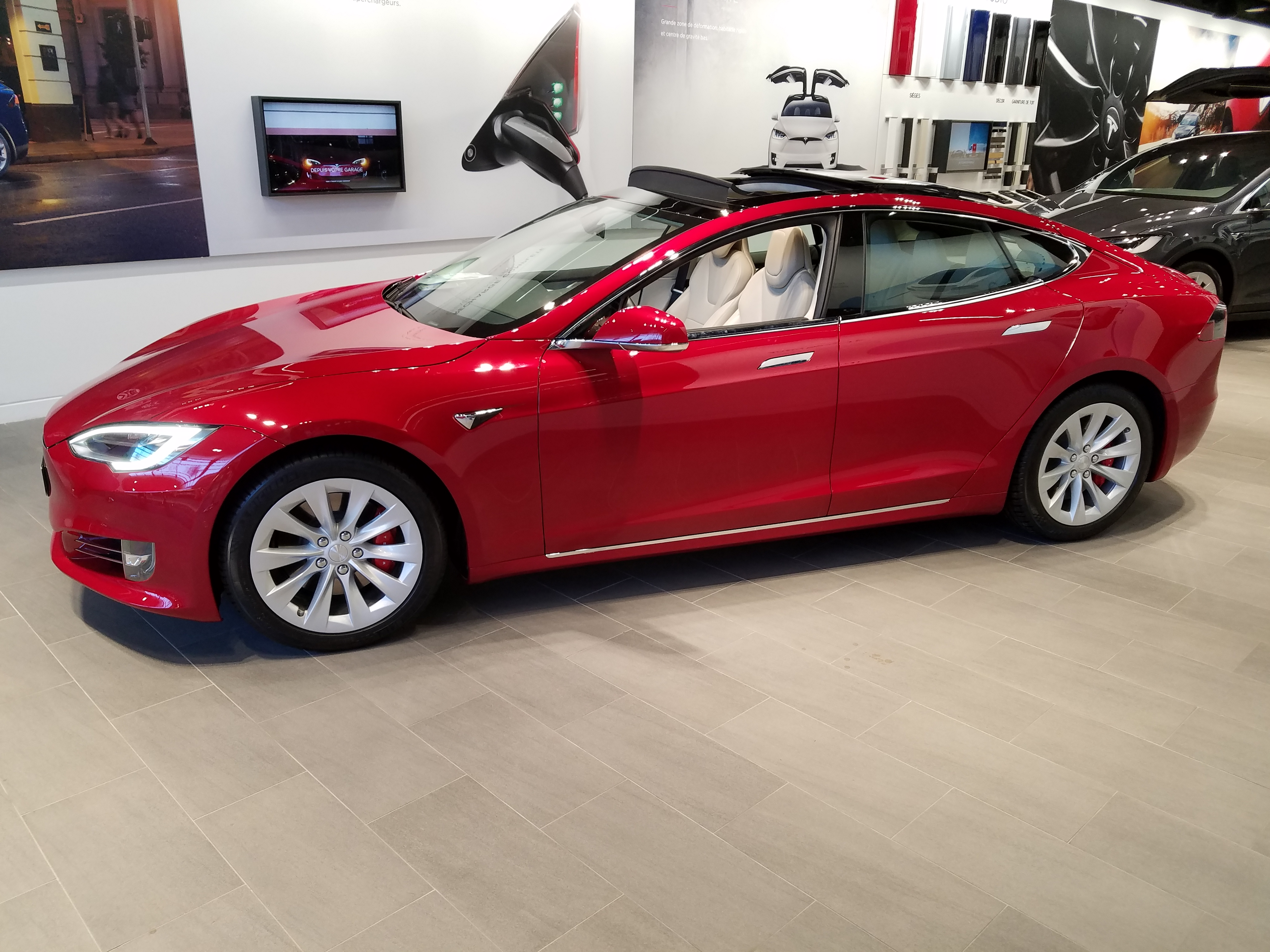